# Ozomatli
 (septembre 2015).
Si vous disposez d'ouvrages ou d'articles de référence ou si vous connaissez des sites web de qualité traitant du thème abordé ici, merci de compléter l'article en donnant les références utiles à sa vérifiabilité et en les liant à la section « Notes et références ».
Ozomatli est un groupe de musique multiethnique américain formé en 1996 à Los Angeles. Il est connu pour ses engagements politiques (ses membres adhèrent aux mouvements contre la guerre et militent pour la justice sociale), mais surtout pour la diversité des styles musicaux qu'il pratique comme le rock, la salsa et la cumbia, chantés en espagnol, et le hip-hop le plus souvent chanté en anglais.

## Histoire
Le nom du groupe vient du náhuatl, langue aztèque parlée au Mexique. Il est tiré du calendrier astrologique aztèque, plus précisément du signe du singe, le « Prince des fleurs », Dieu de la musique et du feu.
Ozomatli a commencé sa carrière à Los Angeles, entre la frontière de San Diego et Tijuana. Grâce à une apparition dans une revue locale, le groupe étend son audience et peut ainsi enregistrer son premier album intitulé Ozomatli, en juin 1998. 
En 2002, c'est sur l'album Shaman de Santana que le groupe fait une apparition.
L'album Street Signs enregistré en 2004 avec la collaboration, entre autres, de Eddie Palmieri, le pionnier de la salsa, mais aussi du groupe français Les Yeux Noirs montre la volonté du groupe de mélanger les styles musicaux, il s'ouvre en effet aux sons africains et surtout marocains. En 2005, cet album gagne le Grammy Awards du meilleur groupe de Rock latino alternatif.